# Huis van Aulus Umbricus Scaurus

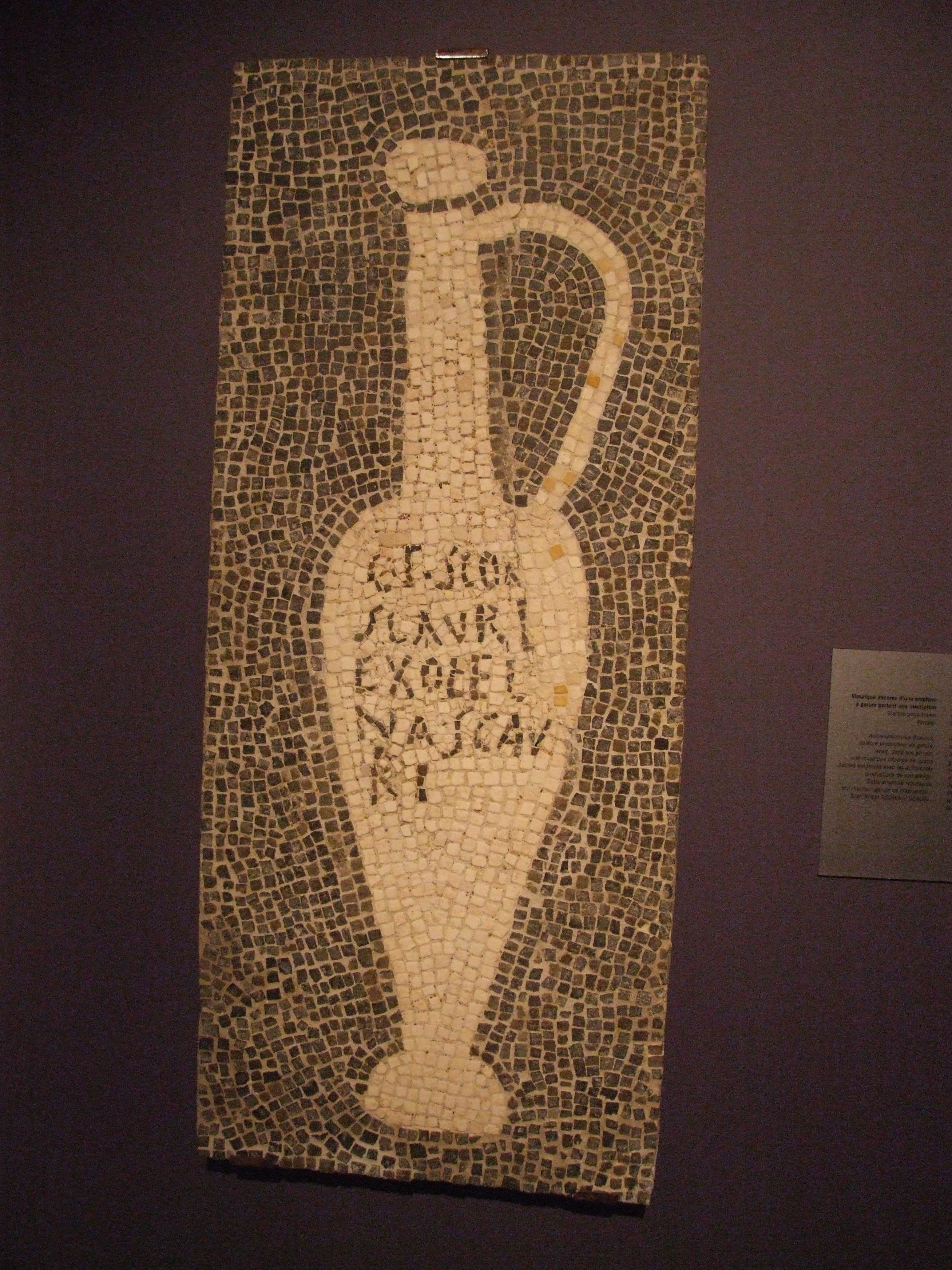
Mozaïek uit het atrium met een fles voor garum (niet meer in situ). Het opschrift luidt: "G(ari) F(los) SCO[m]/ SCAURI/ EX OFFI[ci]/NA SCAU/RI" (De bloem van garum gemaakt van makreel van Scaurus uit de werkplaats van Scaurus).

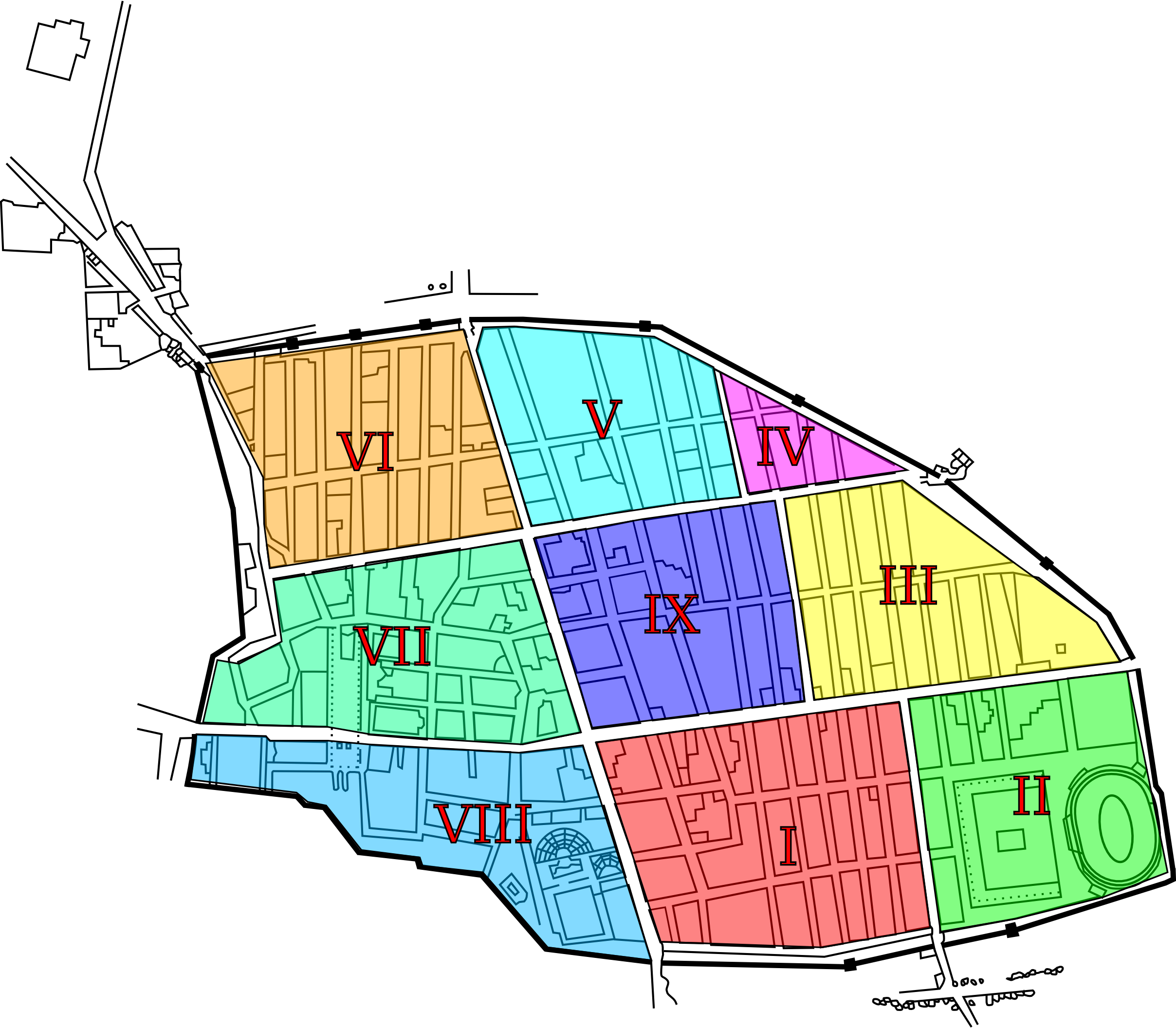
Kaart van Pompeï. Sectie VII is blauwgroen ingekleurd.

Het Huis van Aulus Umbricus Scaurus (Italiaans: Casa di Aulus Umbricus Scaurus) is een voormalige private woning en archeologische site in de stad Pompeï. Het ging om een luxueus woonhuis, een van de weinige waarvan de naam van de eigenaar bekend is.
Aulus Umbricus Scaurus, zijn drieledige naam wijst op zijn Romeins burgerschap, was rijk geworden met de handel in garum. Zijn zoon, waarvan de tombe bekend is, was magistraat in Pompeï. Zijn grote huis aan de westelijke rand van Pompeï had drie atria. Een atrium had mozaïeken die de vissauzen van Scaurus aanprezen als de beste.

## Beschrijving
Het huis ligt in sectie VII, huizenblok 16 (VII 16,12/16) in het westelijk deel van Pompeï. Het ging om twee verbonden woningen: 12/14 en 15/16 gebouwd op twee verdiepingen met op elke verdieping een terras dat uitkeek over zee en de suburbane thermen. Een groot deel van de bovenste verdieping (de straatkant) is ingestort op de lager verdieping.
In de ingang en de gang naar het atrium van woning 12/14 werden vloermozaïeken gevonden. In het atrium hierachter werd een goed bewaarde zwart-witte mozaïek gevonden dat de vissauzen (garum en liquamen) van Scaurus aanprees. Aan elke zijde van het impluvium lag een mozaïek met daarop telkens een urceus (een fles voor vissaus) met daarop afwisselend de naam Scaurus en de woorden garum of liquamen. Ook in kamers aan de zuidzijde van het atrium (cubicula / alae) werden mozaïeken gevonden.